# Dothenia hansoni
Dothenia hansoni är en stekelart som beskrevs av David B. Wahl och Sime 2002. Dothenia hansoni ingår i släktet Dothenia och familjen brokparasitsteklar. Inga underarter finns listade i Catalogue of Life.